# Парк Космонавтів (Кропивницький)
Парк «Космона́втів» — парк-пам'ятка садово-паркового мистецтва місцевого значення в Україні. Розташований у межах міста Кропивницький, при вулиці Київській.
Площа — 4,57 га, статус отриманий 1971 року. Перебуває у віданні: Кіровоградська міська рада КП «Трест зеленого господарства».

## Галерея

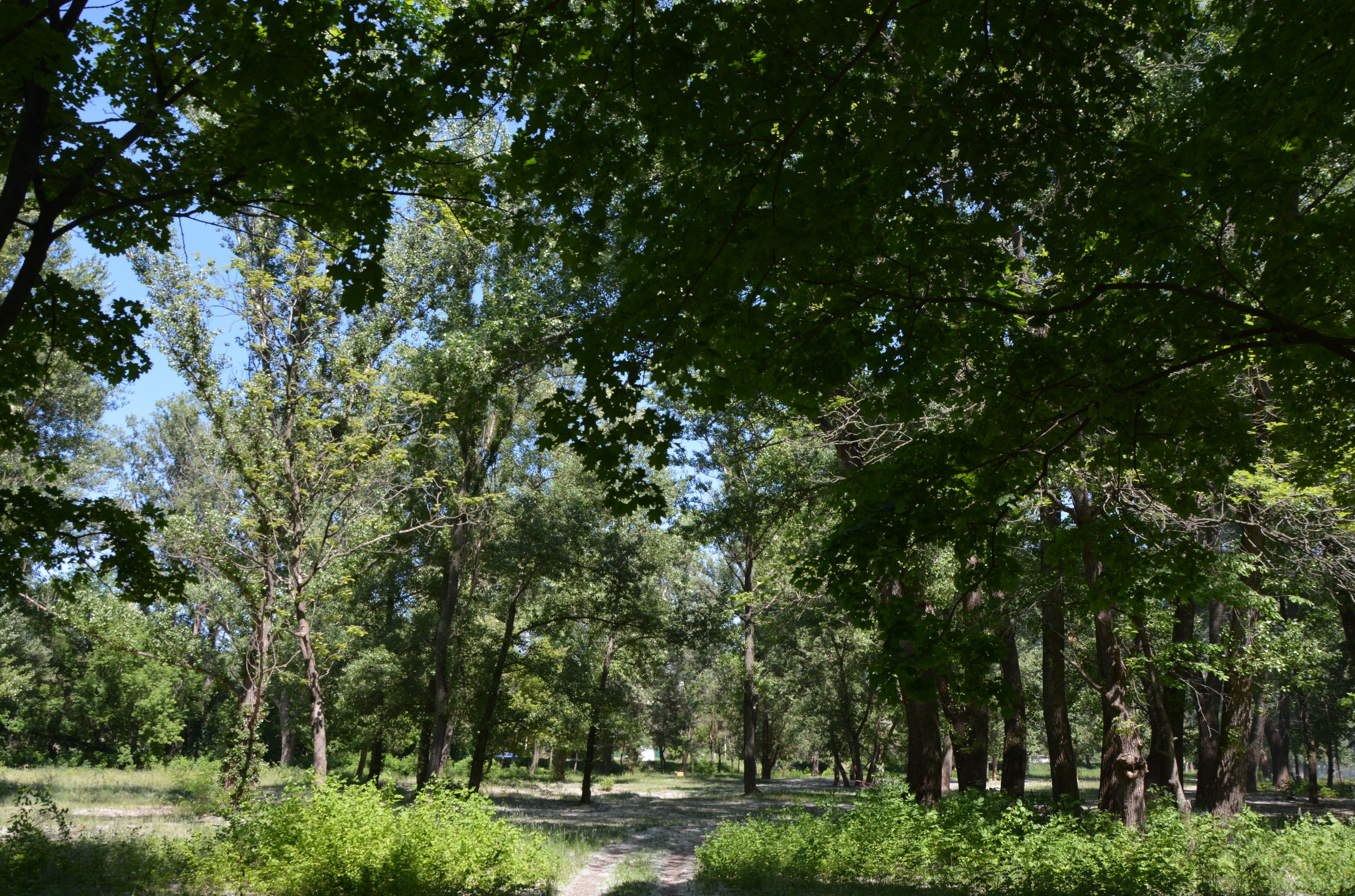
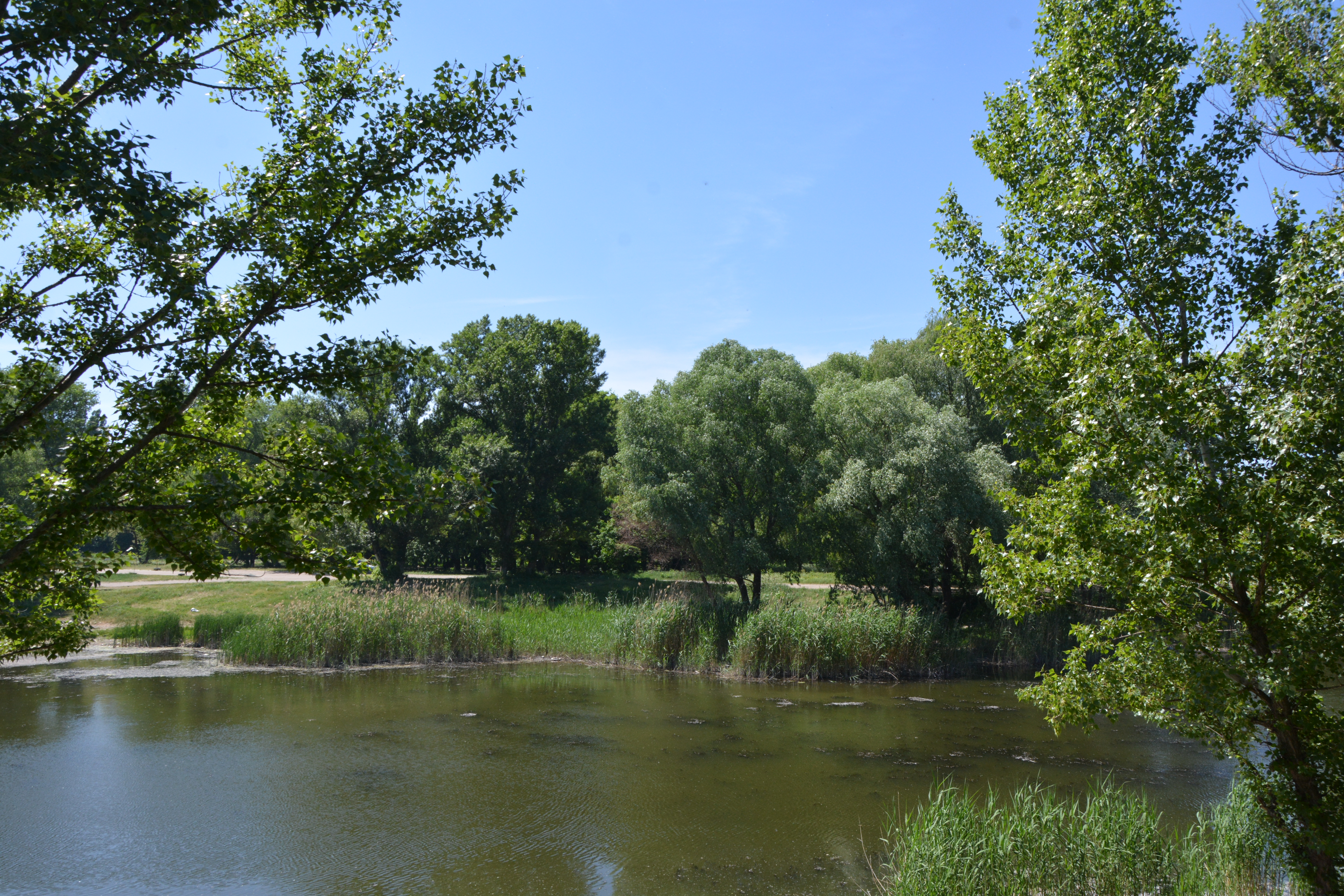
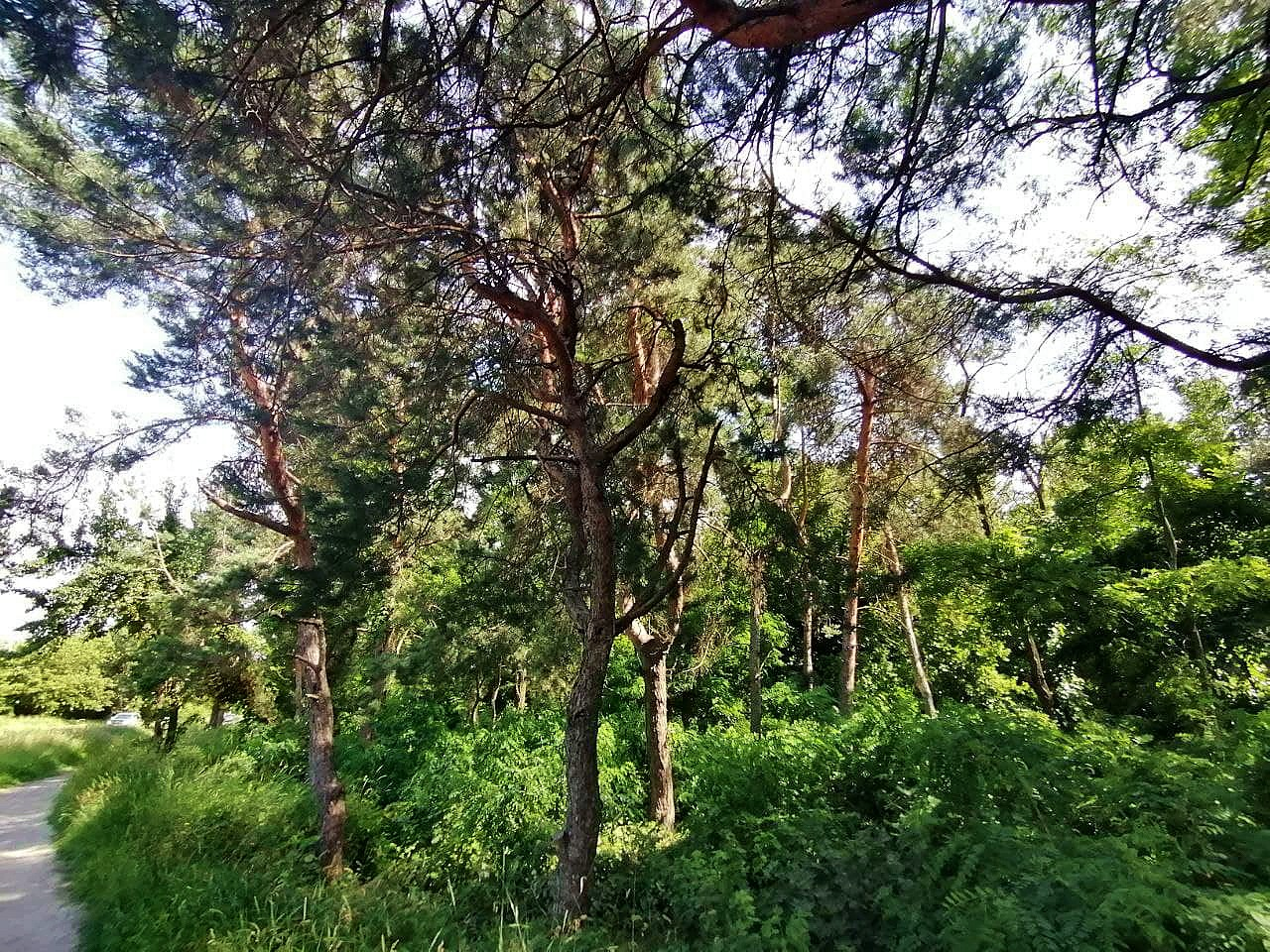